# Xã Black Oak, Quận Crittenden, Arkansas
Xã Black Oak (tiếng Anh: Black Oak Township) là một xã thuộc quận Crittenden, tiểu bang Arkansas, Hoa Kỳ. Năm 2010, dân số của xã này là 392 người.